# Veneți
| Liguri Veneti Etrusci Picenieni Umbri | Latini Osci Messapi Greci Siculi |

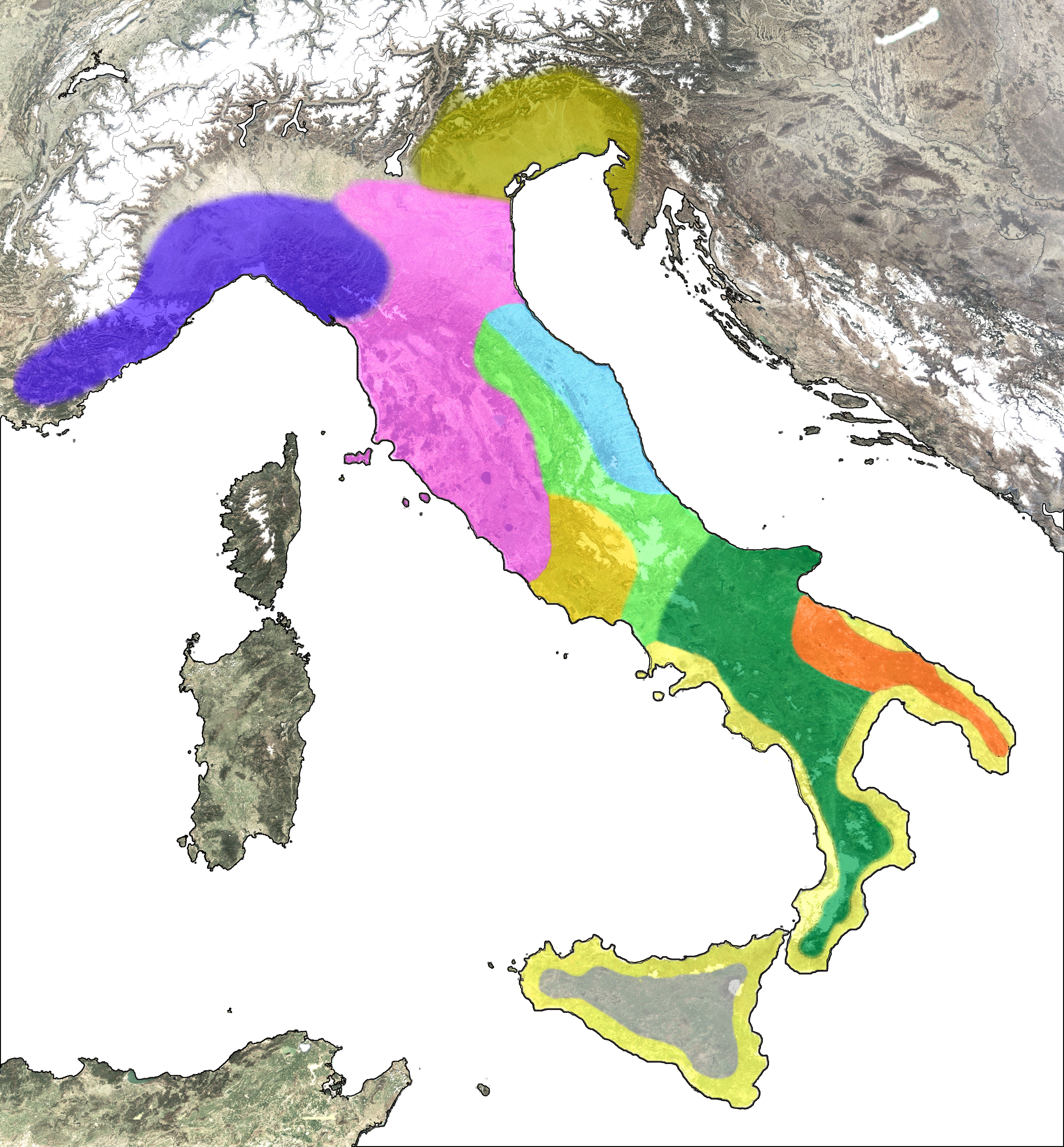
Popoare din Peninsula Italică, în epoca fierului

Venetii (în latină Veneti, iar în greaca veche Ενετοί, transliterat: Enetoi) din Italia trăiau în Venetia și erau crescători de cai reputați. Limba lor, venetica, cunoscută mulțumită câtorva sute de inscripții, era probabil de origine italică, ceea ce îi apropiau de romani, cu care erau aliați.
În Evul Mediu, un mare număr de veneti s-au refugiat în insulele situate la sud de Aquileia, pentru a scăpa de invadatorii barbari. Ei au format astfel primul nucleu al viitorului oraș Veneția.

### Izvoare primare
- Herodot, Istorii
- Polybius, Istorii, II, 17-24
- Gaius Iulius Caesar, De bello gallico
- Strabon, Geographica, IV, 4, 1
- Titus Livius, Ab Urbe condita libri
- Publius Cornelius Tacitus, Germania
- Cassius Dio Cocceianus, Historiae Romanae, XXXIX, 40, 1

## Legături  externe
- en  Ventii din Adriatica și venetii din țara vannetă Arhivat în 11 martie 2011, la Wayback Machine.